# Sazanami (destroyer, 1931)
Pour les articles homonymes, voir Sazanami (destroyer).
Le Sazanami (漣) était un destroyer de classe Fubuki en service dans la Marine impériale japonaise pendant la Seconde Guerre mondiale.

## Historique
À sa mise en service, il rejoint la 2e flotte. Durant la deuxième guerre sino-japonaise, il couvre le débarquement des forces japonaises lors de la bataille de Shanghai et à Hangzhou. À partir de 1940, il patrouille et couvre les débarquements des forces japonaises dans le sud de la Chine tout en participant à l'invasion de l'Indochine française.
Au moment de l'attaque de Pearl Harbor, le Sazanami est affecté 7e division de destroyers de la 1re flotte, déployé depuis la station aéronavale de Tateyama dans le cadre de la force bombardant l'atoll de Midway durant les premières phases de la guerre.
Le Sazanami rejoint l'escorte des porte-avions Hiryū et Sōryū lors des frappes aériennes pendant la bataille d'Ambon, puis fait partie de l'escorte des croiseurs Nachi et Haguro lors de l'invasion japonaise des Indes orientales néerlandaises. Le 2 mars, durant la bataille de la mer de Java, il participe à l'attaque contre le sous-marin USS Perch puis retourne à l'arsenal naval de Yokosuka pour des réparations à la fin du mois de mars.
À la fin d'avril, le Sazanami escorte le porte-avions Shōhō à Truk, rejoignant ensuite la force de l'Amiral Takeo Takagi lors de la bataille de la mer de Corail. Après la bataille, il sauve 225 survivants, retournant à Yokosuka via Saipan, et patrouillant dans les eaux du nord jusqu'à la mi-juillet depuis le district de garde d'Ōminato.
Le 14 juillet, le destroyer est réaffecté à la flotte combinée en escortant le cuirassé Yamato et le porte-avions Taiyō lors de la bataille des Salomon orientales le 24 août. Durant le mois de septembre, le Sazanami prend part à nombreuses missions de transport « Tokyo Express » dans divers endroits des îles Salomon. Au début d'octobre, il escorte le Taiyō endommagé à l'arsenal naval de Kure pour des réparations, et entre en cale sèche à l'arsenal naval de Yokosuka. Le 1er novembre, il reprend le service en compagnie du Taiyō et Unyō qu'il escorte entre Yokosuka, Truk et Kavieng jusqu'en août 1943. Lors de la bataille d'Horaniu, le Sazanami est vaisseau amiral du Contre-amiral Matsuji Ijuin, couvrant les débarquements des troupes à Vella Lavella. Après avoir aidé à évacuer les forces japonaises survivantes de Rekata à la fin du mois, il reprend son rôle d'escorte de porte-avions jusqu'à la fin de l'année.
Le 1er janvier 1944, le Sazanami est réaffecté dans la 5e flotte. Le 12 janvier, il quitte Rabaul pour rejoindre un convoi de pétroliers en transit de Palau à Truk. Il est torpillé par le sous-marin USS Albacore, et coule à 300 milles marins (560 km) au sud-est de Yap, à la position géographique 5° 15′ N, 141° 15′ E.
153 des 242 membres d'équipage décèdent dans cette attaque, les survivants sont secourus par son sister-ship Akebono.
Le destroyer est rayé des listes de la marine le 10 mars 1944.